# Lloyd Price
Lloyd Price (9. března 1933 Kenner, Louisiana, USA – 6. května 2021 New Rochelle, New York) byl americký R&B zpěvák.
Svou první nahrávku vydal v roce 1952 na značce Specialty Records; z písně „Lawdy Miss Clawdy“ se stal hit a později ji nahráli například Paul McCartney, Joe Cocker a Link Wray. Později odešel do armády a později se opět začal věnovat hudbě. V roce 2011 vydal autobiografickou knihu nazvanou The True King of the Fifties. V roce 1998 byl uveden do Rock and Roll Hall of Fame.